# Gilles Groulx
Pour les articles homonymes, voir Groulx.
Gilles Groulx est un monteur, réalisateur et scénariste canadien né le 30 août 1931 à Ville Émard (Montréal, Québec), mort le 22 août 1994.  Groulx est un des cinéastes ayant le plus inspiré Pierre Falardeau.

## Biographie
Le cinéaste Gilles Groulx vient d'un milieu modeste du quartier Saint-Henri à Montréal. Après des études commerciales dont il semble tirer peu de choses, il entre à l'École des beaux-arts où il fait la rencontre de nombreux artistes importants du milieu des arts visuels québécois. Groulx tourne d'abord des esquisses sur films de façon autonome, avec une Bolex. Sur cette base, il est embauché ensuite comme monteur au service des nouvelles télévision de Radio-Canada, expérience dont il tire une philosophie du montage et du cinéma.
Le 22 janvier 1981 il est victime d'un grave accident de voiture qui met fin à sa carrière,.
Cinéaste exigeant, profondément engagé socialement, proche du Bertollucci des débuts et du Godard de toujours, il est un cinéaste très critique de la société québécoise, tant des conditions de vie des milieux populaires, des médias, que des intellectuels hésitants. Monteur d'un sens esthétique et d'une capacité d'analyse redoutable, il n'a pas encore vraiment fait sa marque à l'Office national du film du Canada au moment où il s'attaque aux Raquetteurs.

## Filmographie

### Comme réalisateur
- 1958 : Les Raquetteurs (15 min)
- 1960 : Normetal (18 min)
- 1961 : Golden Gloves[7] (28 min)
- 1962 : Voir Miami (31 min)
- 1963 : Un jeu si simple (28 min)
- 1964 : Le Chat dans le sac (74 min)
- 1970 : Où êtes-vous donc? (96 min)
- 1970 : Entre tu et vous (65 min)
- 1973 : 24 heures ou plus (114 min)
- 1978 : Santa Gertrudis, la première question sur le bonheur (101 min)
- 1983 : Au pays de Zom (77 min)

### Comme scénariste
- 1960 : Normétal
- 1964 : Le Chat dans le sac
- 1970 : Où êtes-vous donc?
- 1970 : Entre tu et vous
- 1973 : 24 heures ou plus
- 1983 : Au pays de Zom

### Comme monteur
- 1958 : Les Raquetteurs
- 1958 : Les Mains nettes (73 min)
- 1959 : Il était une guerre (95 min)
- 1959 : Les 90 Jours (102 min)
- 1961 : Golden Gloves
- 1962 : Seul ou avec d'autres (64 min)
- 1962 : Voir Miami
- 1963 : Un jeu si simple
- 1964 : Fabienne sans son Jules (28 min)
- 1964 : Le Chat dans le sac (74 min)
- 1969 : Entre tu et vous
- 1970 : Où êtes-vous donc?
- 1973 : 24 heures ou plus
- 1978 : Santa Gertrudis, la première question sur le bonheur
- 1983 : Au pays de Zom

### Comme acteur
- 1964 : Jusqu'au cou

## Récompenses et Nominations

### Récompenses
- 1960 - Festival dei popoli / Festival International du film de documentation sociale, Florence (Italie) : Médaille d'argent, Les raquetteurs
- 1964 - Festival international du film de Montréal : Premier prix, Le chat dans le sac
- 1966 - International Film Festival, Thessaloniki (Grèce) : Special Prize for Best Direction awarded to Gilles Groulx, Le chat dans le sac
- 1985 - Prix Albert-Tessier, catégorie culturelle, pour l'ensemble de son œuvre.